# Vladimir Dmitrijevič Nabokov
Vladimir Dmitrijevič Nabokov (rusky Владимир Дмитриевич Набоков) (15. července 1870 – 28. března 1922) byl ruský kriminalista, novinář a progresivní státník v posledních letech Ruské říše. Byl otcem rusko-amerického spisovatele Vladimira Nabokova.

## Rodina
Narodil se v Carském Selu, v bohaté aristokratické rodině. Jeho otec Dmitrij Nabokov (1827–1904) byl ministrem spravedlnosti za vlády Alexandra II. v letech 1878 až 1885. Jeho matka, Maria von Korff (1842–1926) byla baronkou z prominentní rodiny.
Roku 1897 se oženil s Elenou Ivanovnou Rukavišnikovovou, se kterou měl pět dětí. Jejich nejstarší syn byl spisovatel Vladimir Nabokov, který ztvárnil otce ve svých pamětech (Speak, Memory; 1967. Česky: Promluv, paměti; 1998). Další děti byli Sergej (1900–1945), Olga (1903–1978), Kirill (1911–1964) a Elena (1906–2000).

## Vzdělání a kariéra
Studoval trestní právo na univerzitě v Petrohradě. Mezi léty 1904 až 1917 byl redaktorem liberálního listu Reč ("Řeč"). Jako prominentní člen strany kadetů byl zvolen do ruského parlamentu, první dumy. V roce 1917, po Říjnové revoluci, byl donucen opustit Petrohrad poté, co byla prozatímní vláda svržena bolševiky. V roce 1918 se uchýlil se svou rodinou na Krym a později se usadil v Berlíně.
Od roku 1920 do své smrti byl vydavatelem ruských novin Rul ("Kormidlo"), kde prosazoval prozápadní demokratickou vládu v Rusku.

## Úmrtí
Dne 28. března 1922 se dostavil na politickou konferenci kadetů v Berlíně. Když se ruští monarchisté chystali zpívat carskou národní hymnu, začalo se střílet a Pjotr Šabelskij-Bork, prominentní konspirační teoretik a propagátor Protokolů sionských mudrců, jej zastřelil, přestože měl být zastřelen Nabokovův přítel Pavel Miljukov. Smrt nastala okamžitě. Je pohřben na rusko-pravoslavném hřbitově v Berlíně-Tegelu.